# Großwiesendorf
Großwiesendorf ist eine Ortschaft und eine Katastralgemeinde der Marktgemeinde Großweikersdorf im Bezirk Tulln in Niederösterreich. Die Ortschaft hat 250 Einwohner (Stand 1. Jänner 2024). Bis Ende 1970 war Großwiesendorf eine eigenständige Gemeinde.

## Geografie
Das Dorf liegt südlich von Großweikersdorf an der rechten Seite der Schmida und ist über die Landesstraße L2161 erreichbar.

## Geschichte
Laut Adressbuch von Österreich waren im Jahr 1938 in der Ortsgemeinde Großwiesendorf zwei Gastwirte, ein Gemischtwarenhändler, ein Gerber, zwei Müller, ein Schmied, ein Schuster, eine Raiffeisenkasse und einige Landwirte ansässig.
Mit 1. Jänner 1971 wurden im Zuge der Niederösterreichischen Kommunalstrukturverbesserung die bis dahin selbständigen Gemeinden Großwiesendorf, Kleinwiesendorf, Ruppersthal und Tiefenthal nach Großweikersdorf eingemeindet.

## Persönlichkeiten
- Viola Falb (* 1980), Jazzmusikerin, wurde im Ort geboren